# Prvenstvo FD Hrvatske u nogometu 1945
Il Prvenstvo Federalne Države Hrvatske u nogometu 1945. (in lingua italiana Campionato di calcio dello Stato federale di Croazia 1945), detto anche Natjecanje u hrvatskom državnom razredu (Competizione della classe statale croata), fu la sesta edizione di un torneo di sole squadre croate, la prima dello Stato federale di Croazia.

## Avvenimenti
Dal 12 al 19 agosto 1945 si tenne il primo campionato dello Stato federale di Croazia (che poco dopo divenne Repubblica Popolare di Croazia, ed infine, nel 1963, Repubblica Socialista di Croazia), organizzato dal Zemaljskog fizkulturnog odbora FD Hrvatske (ZEFIOH, "Comitato nazionale di cultura fisica dello Stato federale di Croazia"), nell'ambito di una Fizkulturnog sleta ("Riunione sportiva"), ovvero un evento polisportivo, in cui era presente un torneo di calcio.

Il 19 agosto venne disputata a Zagabria la finale fra Hajduk J.A. e la Rappresentativa di Zagabria; l'incontro diretto dall'arbitro Heffer di fronte ad 8000 spettatori, terminò 2–1 per l'Hajduk con reti di Frane Matošić e Ivo Mrčić.

## Squadre partecipanti
- Rappresentativa di Zagabria
- Rappresentativa della Zona Occidentale
- Rappresentativa della Provincia
- Rappresentativa dell'Istria
- Rappresentativa unita delle squadre sindacali e militari
- Hajduk Spalato come Rappresentativa della Dalmazia. Nel nome portava l'aggiunta "J.A.", cioè "squadra dell'esercito jugoslavo".